# Csillagkapu (televíziós sorozat)
A Csillagkapu (Stargate SG-1) az 1994-es Csillagkapu című filmen alapuló amerikai–kanadai televíziós sorozat. Középpontjában a csillagkapu nevű eszközök állnak, amelyek azonnali utazást tesznek lehetővé a világűr távoli pontjai között. A sorozat főhősei a CSK-1 nevű csapat tagjai, akik egy szigorúan titkos, amerikai katonai bázisról fedeznek fel más világokat a Földön talált kapu segítségével, és megvédik a bolygót a filmben bemutatott idegen fenyegetéssel szemben. Más sci-fi művekkel ellentétben, a Csillagkapu napjainkban játszódik, és főleg emberi civilizációkat mutat be.
A sorozat gyártója az MGM, a kanadai Vancouverben forgatták. Az első epizódot 1997. július 27-én sugározták a Showtime-on, ez a csatorna volt az első öt évad adója. A hatodik évadtól kezdve a sorozatot a Sci Fi Channel adta. 2005 októberében a csatorna bejelentette, hogy megrendelték a tizedik évadot, és ezzel a leghosszabb ideig futott sci-fi sorozat lett az amerikai televíziózás történetében, megelőzve az X-akták 9 évadját és 202 epizódját.
2006. augusztus 26-án bejelentették, hogy a sorozat nem fut tovább, a 11. évadot már nem rendelték meg. A továbbiakban DVD filmeket készítettek: a Stargate: The Ark of Truth a 9-10. szezon fő cselekményét, az Ori konfliktust zárta le, míg a Csillagkapu: Continuum egy önálló időutazásos történet.

## Alaptörténet
Az egyiptomi ásatásokon egy ismeretlen anyagból készült, nagyméretű, gyűrű alakú szerkezetet találtak. A második világháború alatt sikerül beindítani, és az egyik kutató átlép a gyűrűt kitöltő vízszerű anyagon, majd a gépezet leáll. A kísérletet kudarcnak minősítik, és felhagynak a próbálkozásokkal.
Az 1990-es években újra kezdik a kísérletet. Dr. Daniel Jackson fiatal archeológus megfejti a különös szimbólumokat a fedőköveken. Rájön, hogy az ábrák csillagképek és a gyűrűvel, amit csillagkapunak (Stargate) neveznek el, féregjáratokat indíthatnak más bolygókon lévő csillagkapukig.
Az amerikai kormány átküld egy különítményt a kapun, a tudóssal együtt. Az Abydos nevű bolygóra érkeznek, ahol egy barátságos emberi csoporttal, majd egy idegen lény, Ré vezette embercsoporttal találkoznak, utóbbiak megtámadják őket. Ré minden embert a szolgájának tekint, és elvárja, hogy istenítsék, azonban a Földről egy lázadás több ezer évvel ezelőtt elűzte; így aztán kezdettől ellenségként kezeli a földről érkezetteket. Ré legyőzése után (hajóját egy atombombával, amivel eredetileg a kaput kellett volna megsemmisíteni biztonsági vészhelyzet esetén, felrobbantják) a csapat visszatér a Földre. Mindenki úgy tudta, hogy az abydosi kapu megsemmisült.
A film és a sorozat között alapvető különbségek vannak. A filmben Rá/Ré egy (a később szereplő asgard nevű fajhoz némileg hasonló külsejű) idegen faj utolsó túlélője volt, aki úgy maradt életben, hogy átvette a hatalmat egy egyiptomi fiú teste felett 5000 évvel ezelőtt. Ezzel szemben a sorozat szerint Rá/Ré egy goa’uld nevű, kígyószerű, emberi testekben élősködő parazita faj egyik tagja volt.

## Szereplők
| Szereplő | Évad       | Évad                       | Színész               | Magyar hang                             |
| Szereplő | Főszereplő | Vendégszerep               | Színész               | Magyar hang                             |
| --- | ---------- | -------------------------- | --------------------- | --------------------------------------- |
| Jack O’Neill | 1-8        | 9-10                       | Richard Dean Anderson | Szervét Tibor (1.-4. évad)              |
| Jack O’Neill | 1-8        | 9-10                       | Richard Dean Anderson | Szabó Sipos Barnabás (5.-10. évad)      |
| Samantha Carter | 1-10       |                            | Amanda Tapping        | Kecskés Karina (1. és 4. évad)          |
| Samantha Carter | 1-10       | Schell Judit (2.-3. évad)  | Amanda Tapping        |                                         |
| Samantha Carter | 1-10       | Spilák Klára (5.-10. évad) | Amanda Tapping        |                                         |
| Daniel Jackson | 1-5, 7-10  | 6                          | Michael Shanks        | Czvetkó Sándor (1.-4. évad 16. rész)    |
| Daniel Jackson | 1-5, 7-10  | 6                          | Michael Shanks        | Holl Nándor (4. évad 17. rész-10. évad) |
| Teal’c | 1-10       |                            | Christopher Judge     | Szőke Zoltán (1. évad)                  |
| Teal’c | 1-10       | Fekete Ernő (2.-3. évad)   | Christopher Judge     |                                         |
| Teal’c | 1-10       | Bognár Tamás (4.-10. évad) | Christopher Judge     |                                         |
| George Hammond tábornok | 1-7        | 8-10                       | Don S. Davis          | Papp János (1.-10. évad)                |
| Dr. Janet Fraiser | 1-7        | 9                          | Teryl Rothery         | Szórádi Erika                           |
| Walter Harriman | 1-10       |                            | Gary Jones            | Seder Gábor, Gardi Tamás                |
| Jonas Quinn | 6          | 5,7                        | Corin Nemec           | Gyurity István                          |
| Cameron Mitchell | 9-10       |                            | Ben Browder           | Bozsó Péter                             |
| Hanry "Hank" Landry | 9-10       |                            | Beau Bridges          | Beregi Péter (9. évad)                  |
| Hanry "Hank" Landry | 9-10       | Uri István (10. évad)      | Beau Bridges          |                                         |
| Vala Mal Doran | 9-10       | 8                          | Claudia Black         | Balogh Erika                            |
| További magyar hangok |            |                            |                       |                                         |
| 1. évad |            |                            |                       |                                         |
| Vasvári Csaba, Rékasi Károly, Csőre Gábor, Ábel Anita, Forró István, Bede-Fazekas Szabolcs, Kapácsy Miklós, Bertalan Ágnes, Schnell Ádám, Závodszky Noémi, Bank Tamás, Zakariás Éva, Timkó Eszter, Zsíros Ágnes, Juhász Károly, Szabó Éva, Horváth Sándor, Melis Gábor, Söptei Andrea, Rubold Ödön, Antal Olga, Balázs Ágnes, Csuha Borbála, Szakács Tibor, Gergely Róbert, Gyabronka József, Kristóf Tibor, Balkay Géza |            |                            |                       |                                         |
| 2. évad |            |                            |                       |                                         |
| Borbiczki Ferenc, Gazdag Tibor, Kapácsy Miklós, Szabó Éva, Tóth Tamás, Kiss Eszter, Buss Gyula, Igó Éva, Szirtes Balázs, Kolovratnik Krisztián, Liptai Claudia, Bíró Attila, Kocsis Judit, Fazekas István, Mánya Zsófia, Csuha Lajos, Tóth Éva, Áron László, Weil Róbert, ifj. Jászai László, Várday Zoltán, Maróti Gábor, Markovics Tamás, Albert Gábor, Vass Gábor, Bede-Fazekas Szabolcs, Tóth-Gáspár András, Horváth Sándor, Melis Gábor, Antal Olga, Megyeri János, R. Kárpáti Péter, Trokán Péter, Szatóz Barbara |            |                            |                       |                                         |
| Epizódírók |            |                            |                       |                                         |
| Alan McCullough, Carl Binder, Christopher Judge, Damian Kindler, Daniel Stashower, David Carren, David Kemper, David Rich, Dean Devlin, Hart Hanson, Heather E. Ash, J. Larry Carrol, Jacqueline Samuda, James Crocker, James Taylor Phillips, James Tichenor, Jarrad Paul, Jeff King, John Sanborn, Joseph Mallozzi, Katharyn Powers, Martin Gero, Michael Cassutt, Michael Greenburg, Michael Kaplan, Michael Shanks, Misha Rashovich, Paul Mullie, Peter DeLuise, Robert C. Cooper, Roland Emmerich, Ronald Wilkerson, Sam Egan, Sonny Wareham, Steven Barnes, Terry Curtis Fox, Tom J. Astle, Tor Alexander Valenza, Victoria James |            |                            |                       |                                         |
| Epizódrendezők |            |                            |                       |                                         |
| Allan Eastman, Allan Lee, Amanda Tapping, Andy Mikita, Bill Corcoran, Brad Turner, Charles Correll, Chris McMullen, David Warry-Smith, Duane Clark, Jeff Woolnough, Jim Kaufman, Jonathan Glassner, Ken Girotti, Michael Shanks, Peter DeLuise, Peter F. Woeste, William Gereghty, William Waring |            |                            |                       |                                         |

## A sorozatban szereplő fajok

### A négy ősi faj
- Asgard;
- Ősök;
- Nox;
- Furling (a sorozatban csak említik őket);

### Goa'uld-hoz kapcsolódó fajok
- Goa’uld;
- Jaffa;
- Tok’ra;
- Unas;
- Kull harcos;

### Egyéb fajok
- Replikátor;
- Gadmeer;
- Ree'tou (Reetu);
- Re'ol
- Abydosiak, Amraiak, Andariak, Androidok, Arabok, Argosiak, Aschen, Ashrakok, Atanikok, Athosiak, Avidaniak, Bedrosiaiak, Byrsa, Caledoniaiak, Chulakiak, Cimmeriaiak, Daganiak, „Dust cloud”, Edoraiak, Enkaraniak, Eurondaiak, Fenri, Fénylőcskék, Gadmeer, Genii, Hankaiak, Hebridanok, Hoffiak, Junaiak, K'tauiak, Kék kristályok, Kelownaiak, Ködlények, Lasariaiak, Latonaiak, Linvris, Madronaiak, Manariak, Mastadge, Megvilágosodottak, Nakai, Nasyaiak, Oannes, Optricaiak, Orbaniak, Pangariak, Proculusiak, Randok, Rovarok, Salish, Saritaiak, Serrakinok, Shavadai, Szellemek, Tagreaiak, Talthus, Tiernodok, Tiraniaiak, Tobin, Tollanok, Tretoniak, Tugaj, Ursini, Vis, Vízlények, Volianok, Vyanok, Lidérc.

## Tévéadók
Vetítések országokra lebontva:
- Amerikai Egyesült Államok: Showtime (5. évadig), Sci-Fi Channel (6. évadtól)
- Argentína: Fox Channel (Argentína)
- Ausztrália: Seven Network, TV1
- Ausztria: ATV+
- Belgium: Kanaal 2 (holland), RTBF (francia)
- Brazília: Fox Channel
- Bulgária: Nova TV (első évad)
- Chile: Fox Broadcasting Company (Sg1 6-8,Atl 1-2) Axn (Sg1 1-2) La Red
- Costa Rica: Repretel
- Csehország: Nova (10. évadtól), Prima TV (6. évadtól)
- Dél-Afrika: M-Net Series (DStv)
- Egyesült Királyság: Sky One, Channel 4
- Finnország: MTV3
- Franciaország: M6
- Hollandia: Veronica
- Írország: Sky One, RTÉ Two
- Izland: Skjár Einn
- Izrael: Channel 1
- Japán: AXN
- Kanada: Space: The Imagination Station, Citytv (9. évad HDTV-ben a CITY-TV-n), Atlantic Satellite Network, Movie Central (angolul); Z Télé, TQS (franciául)
- Lengyelország: HBO és HBO 2
- Magyarország: AXN, AXN Sci-Fi, TV2 1-9. évad (korábban: RTL Klub 1. évad és TV3 1-2. évad), Viasat 6
- Malajzia: TV3
- Mexikó: Fox Broadcasting Company (Sg1 1-8, Atl 1-2)
- Németország: RTL II 1-10. évad, Sci Fi Channel, Tele 5
- Olaszország: Fox (Sky Italia)
- Portugália: Sic /Sic Radical
- Románia: Antena 1, Tvr 2
- Spanyolország: AXN (kábel/műhold), TV3 (Katalónia), Canal 9, ETB2
- Szlovénia: Kanal A
- Szlovákia: JOJ TV, Markiza TV (6. évadtól)
- Új-Zéland: TV 2, SKY 1

## Lásd még
Díjak, jelölések
Technológia
Epizódok
Kapcsolódó mitológiák
- egyiptomi mitológia
- görög mitológia
- indián mitológia
- kelta mitológia
- mezopotámiai mitológia
- skandináv mitológia
- germán mitológia

## Eltérések a mozifilm és a sorozat között
1. Történtek névváltoztatások. Pl. a  mozifilmben Kawalsky hadnagy, valójában őrnagyi rangban volt, és a keresztneve Adam volt. A sorozatban viszont lefokozták és átkeresztelték Charlie-ra. O’Neil ezredes tragikusan elhunyt fia, a filmben “Tyler O’Neil nevet kapta, a sorozatban ismét Charlie-ra keresztelték át. O’Neil név is O’Neillre változott a sorozatban.
2. Rének (vagy Rának) nem voltak jaffái. A testőrei is goa’uld-ok voltak. Ebből kettőt láthattunk. Anubist és Horust.
3. A sorozatban, a kapu eseményhorizontja megjelenítésére, kizárólag CGI-t használtak. A filmben viszont, amikor távolról mutatták a kaput, egy kivilágított medence hullámzó vize volt látható. Persze amikor a mentek át a kapun, és amikor Dr. Jackson (Spader) játszadozik az eseményhorizonttal, azt már tényleg CGI használatával hozták létre.
4. A filmben a Csillagkapu-kutatási program egy fiktív Creek-hegyi katonai komplexum mélyén található. A sorozatban a Csillagkapu Parancsnokság a valóságban is létező Cheyenne-hegy alatt lévő katonai létesítményben van (szintén Coloradóban).
5. A filmben és a sorozat első pár részében a csillagkapu valósággal kilöki az utazókat, vagy zúzmarás lesz az arcuk. A későbbiekben már úgy lépnek át a kapun egy másik világba, mintha egy másik szobába toppannának. Ezt Sam Carter magyarázza el később, hogy az elején még nem volt pontosan beállítva a féreglyuk.